# Šepot srdce
Šepot srdce (japonsky 耳をすませば, Mimi o sumaseba) je japonský romantický animovaný film (anime) režiséra Jošifumi Kondó produkovaný studiem Ghibli. Scénář filmu napsal Hajao Mijazaki a vychází ze stejnojmenné mangy od Aoi Híragi. Film, který vyšel 15. července 1995, skrze romantický příběh současné japonské dívky Šizuku vypráví o dospívání a tvůrčím talentu.
Český název Šepot srdce se České republice rozšířil ještě před oficiálním vydáním filmu a vychází z amatérských českých titulků. Poněvadž se v českém prostředí poměrně rozšířil, byl zachován i pro oficiální uvedení v České televizi. Film je známý i pod svým anglickým názvem Whisper of the Heart. Mimi o sumaseba znamená doslova Když se zaposloucháš.
Děj příběhu se odehrává v Novém městě Tama u Tokia, kde se krátce předtím odehrával i příběh jiného filmu studia Ghibli, o rok dříve vydaného Pom poko. Příběh, na kterém ve filmu Šepot srdce pracovala Šizuku, byl později zpracován jako samostatný animovaný film Kočičí oplátka.
Snímek patří mezi ty anime z produkce studia Ghibli, které se vyznačují vysoce realistickou kresbou a podrobně prokreslenými pozadími. Film je celý animovaný, i když některé scény budí až dojem fotografie.

## Příběh
Shizuku Tsukishima je čtrnáctiletá studentka střední školy Mukaihara, kde je nejlepší kamarádkou Yūko Harady. Žije v Tokiu se svými rodiči Asako a Seiyou a starší sestrou Shiho a věnuje se tvůrčímu psaní. Jednoho večera si prohlédne výpůjční lístky v knihovně a zjistí, že si je všechny předtím vypůjčil někdo jménem Seiji Amasawa.
Během několika následujících dní se setká s chlapcem, který ji rozčiluje tím, že si ji dobírá kvůli „Betonovým cestám“, souboru originálních textů popisujících Nové město Tama, které Šizuku napsala podle písně „Take Me Home, Country Roads“. Když Shizuku najde kočku jedoucí vlakem, vydá se za ní a objeví starožitnictví, které vede Shirō Nishi. V obchodě je soška kočky přezdívané Baron. Shizuku je nadšená, že našla „místo, kde začínají příběhy“.
Shizuku se později ve starožitnictví znovu setká s chlapcem. Ukáže jí dílnu, kde zjistí, že se učí vyrábět housle, aby si splnil svůj sen stát se mistrem loutnistou. Prosí ho, aby jí zahrál na housle, a on souhlasí, ale pod podmínkou, že bude zpívat. Dvojice zahraje píseň „Take Me Home, Country Roads“. Ukáže se, že chlapec je Seiji, Nishiho vnuk, a Shizuku a Seiji se nakonec spřátelí.
Seiji přiznává, že obdivuje Shizukuin talent a že si prohlížel velké množství knih v naději, že si ho nakonec všimne. Několik dní poté Seiji odjíždí do italské Cremony na dvouměsíční studium u mistra houslaře. Šizuku, inspirovaná jeho cestou za snem, se rozhodne během těchto dvou měsíců vážně věnovat psaní. Požádá Nišiho, zda by mohla napsat povídku s baronem, k čemuž Niši svolí výměnou za to, že si jako první přečte její povídku.
Šizuku vymyslí fantasy příběh, jehož hlavní hrdinkou je ona sama, mužským hrdinou baron, který hledá svou ztracenou lásku Louise, a protivníkem kočka z vlaku (toulavá kočka ze sousedství, která je mimo jiné známá jako „Moon“ a „Muta“). Šizuku se věnuje psaní, zůstává vzhůru až do časných ranních hodin a její školní prospěch klesá. Kvůli svým známkám a budoucnosti se pohádá s rodinou. Jak se stále snaží, její úzkost narůstá.
Když je její povídka hotová, Niši si ji přečte a upřímně ji zhodnotí. Šizuku se rozpláče, protože stres posledních dvou měsíců se změní v úlevu. Niši ji utěšuje a vypráví jí skutečný příběh barona. Když v mládí studoval v Německu, našel svou první lásku, ženu jménem Louise. Niši objevil v kavárně dvojčata - sošky barona a jeho společnice, ale protože ta ženská byla pryč kvůli opravě, majitel obchodu dovolil Niši koupit barona jen tehdy, když Louise bude souhlasit, že si podrží jeho společnici, aby se mohli znovu setkat. Oba milenci a jejich kočičí sochy však byli během druhé světové války rozděleni.
Šizuku se rozhodne, že se potřebuje naučit více o psaní a že chce chodit na střední školu, a oznámí matce, že bude pokračovat ve studiu na přijímací zkoušky na střední školu. Druhý den ráno se probudí a venku uvidí Seidžiho na kole, který se vrátil o den dříve. Seiji řekne Shizuku, že se vrátí do Cremony poté, co bude chodit na střední školu v Tokiu.
Oba jedou na Seijiho kole na vyhlídku a pozorují východ slunce, kde Seiji vyzná Shizuku lásku a navrhne jí, aby se v budoucnu vzali; ona s radostí souhlasí.
Translated with DeepL.com (free version)

## Obsazení
| Jóko Honna      | Šizuku Cukišima                  |
| Kazuo Takahaši  | Seidži Amasawa                   |
| Keidžu Kobajaši | Širó Niši (Seidžiho dědeček)     |
| Maiko Jošijama  | Juko Harada                      |
| Takaši Tačibana | Jasunari Cukišima (Šizukin otec) |
| Šigeru Muroi    | Asako Cukišima (Šizukina matka)  |
| Šigeru Cujuguči | Baron                            |